# Gregory Mertens
Pour les articles homonymes, voir Mertens.
Gregory Mertens, né le 21 février 1991 à Anderlecht et mort le 30 avril 2015 à Genk, était un footballeur belge. Il évoluait au KSC Lokeren au poste défenseur.

## Carrière
Natif d'Anderlecht, c'est assez logiquement que Gregory Mertens s'affilie au Sporting mauve et blanc dans son enfance. Jugé trop court, il rejoint Dilbeek Sport pour un an, puis en 2006 s'affilie à La Gantoise. Il y progresse dans les équipes de jeunes, et est intégré au noyau espoirs en 2009. Durant l'année 2010, il est quelquefois appelé dans le groupe professionnel, mais ne joue pas la moindre minute de jeu en compétition officielle.
En janvier 2011, l'entraîneur du Cercle de Bruges, Bob Peeters, qui l'avait dirigé avec les espoirs gantois, le convainc de signer avec sa nouvelle équipe. Le 12 février 2011, il fait ses débuts en championnat en remplaçant Hans Cornelis à la 89e minute de jeu du match contre Anderlecht. La semaine suivante, il entre encore au jeu à la dernière minute, et dispute deux autres matches complets dans la saison.
Dès l'entame de la saison 2011-2012, Gregory Mertens reçoit une place de titulaire dans l'axe de la défense brugeoise. Il devient rapidement une valeur sûre de l'équipe, et est régulièrement appelé en équipe nationale espoirs. Il inscrit son premier but international le 6 septembre 2011 face à l'Azerbaïdjan. Le 29 janvier 2012, il prolonge son contrat à Bruges jusqu'en juin 2015, et inscrit son premier but en championnat trois semaines plus tard, le 18 février 2012 face à Oud-Heverlee Louvain.
En janvier 2014, il quitte le Cercle pour rejoindre le KSC Lokeren, où il signe un contrat de trois ans et demi.
Le 27 avril 2015, lors d'une rencontre avec les espoirs du KSC Lokeren, il est victime d'un malaise cardiaque et plongé dans le coma artificiel.
Le 30 avril 2015, il meurt des suites de sa crise cardiaque.

## Statistiques
| Saison                | Club                  | Championnat             | Championnat | Championnat | Coupe(s) nationale(s) | Coupe(s) nationale(s) | Supercoupe | Supercoupe | Compétition(s) continentale(s) | Compétition(s) continentale(s) | Compétition(s) continentale(s) | Total | Total |
| Saison                | Club                  | Division                | M.          | B.          | M.                    | B.                    | M.         | B.         | Comp.                          | M.                             | B.                             | M.    | B.    |
| 2009-2010             | KAA La Gantoise       | Division 1              | 0           | 0           | 0                     | 0                     | 0          | 0          | -                              | 0                              | 0                              | 0     | 0     |
| 2010-2011             | KAA La Gantoise       | Division 1              | 0           | 0           | 0                     | 0                     | 0          | 0          | -                              | 0                              | 0                              | 0     | 0     |
| Sous-total            | Sous-total            | Sous-total              | 0           | 0           | 0                     | 0                     | 0          | 0          | -                              | 0                              | 0                              | 0     | 0     |
| 2010-2011             | Cercle Bruges KSV     | Division 1              | 4           | 0           | 0                     | 0                     | 0          | 0          | -                              | 0                              | 0                              | 4     | 0     |
| 2011-2012             | Cercle Bruges KSV     | Division 1              | 33          | 1           | 2                     | 0                     | 0          | 0          | -                              | 0                              | 0                              | 35    | 1     |
| 2012-2013             | Cercle Bruges KSV     | Division 1              | 15          | 2           | 5                     | 2                     | 0          | 0          | -                              | 0                              | 0                              | 20    | 4     |
| 2012-2013             | Cercle Bruges KSV     | Division 2 (tour final) | 5           | 3           | 0                     | 0                     | 0          | 0          | -                              | 0                              | 0                              | 5     | 3     |
| 2013-2014             | Cercle Bruges KSV     | Division 1              | 19          | 1           | 3                     | 0                     | 0          | 0          | -                              | 0                              | 0                              | 22    | 1     |
| Sous-total            | Sous-total            | Sous-total              | 76          | 7           | 10                    | 2                     | 0          | 0          | -                              | 0                              | 0                              | 86    | 9     |
| 2013-2014             | KSC Lokeren           | Division 1              | 13          | 0           | 3                     | 0                     | 0          | 0          | -                              | 0                              | 0                              | 16    | 0     |
| 2014-2015             | KSC Lokeren           | Division 1              | 15          | 0           | 2                     | 0                     | 1          | 0          | C3                             | 3                              | 0                              | 21    | 0     |
| Sous-total            | Sous-total            | Sous-total              | 28          | 0           | 5                     | 0                     | 1          | 0          | -                              | 3                              | 0                              | 37    | 0     |
| Total sur la carrière | Total sur la carrière | Total sur la carrière   | 128         | 7           | 14                    | 2                     | 1          | 0          | -                              | 3                              | 0                              | 146   | 9     |

## Palmarès
- Vainqueur de la Coupe de Belgique en 2014 avec le KSC Lokeren